# Zespół gumiastych pęcherzyków znamionowych

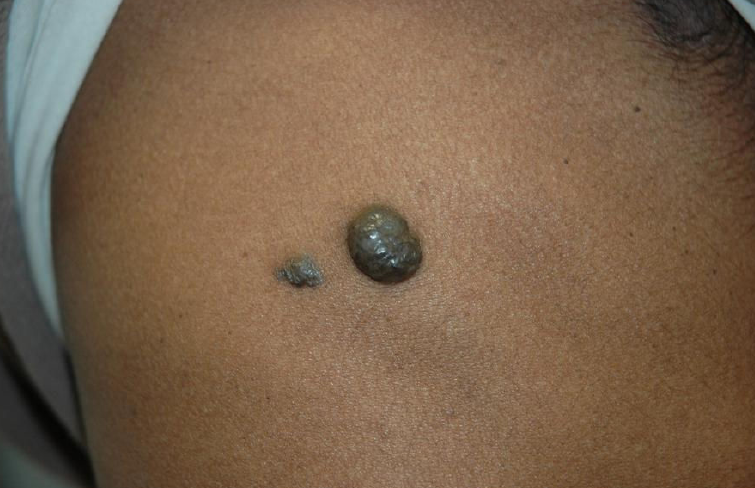
Naczyniaki jamiste typowe dla BRBNS na skórze klatki piersiowej

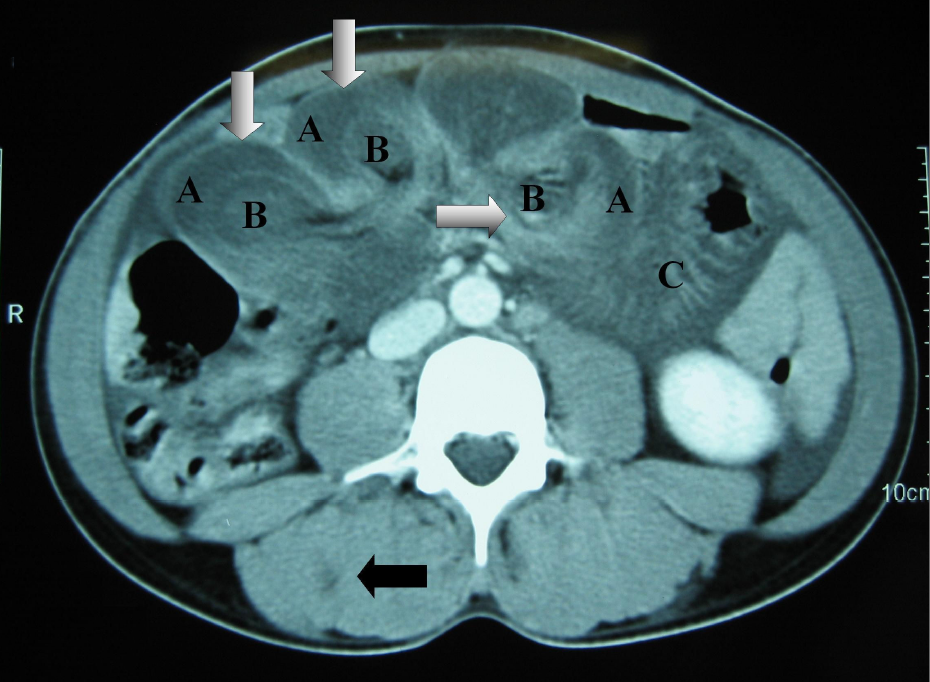
Obraz TK jamy brzusznej pacjenta z BRBNS: widoczne wgłobienia (białe strzałki), naczyniak mięśnia czworobocznego lędźwi (czarna strzałka) i rozdęte pętle jelita cienkiego (C)

Zespół gumiastych pęcherzyków znamionowych (zespół Beana, ang. blue rubber bleb nevus syndrome, BRBNS, Bean syndrome) – rzadki zespół, na którego obraz kliniczny składają się mnogie, bolesne i tkliwe, niebieskawej barwy naczyniaki jamiste skóry i, niekiedy, podobne zmiany naczyniowe w obrębie przewodu pokarmowego i w obrębie mózgu. Inne lokalizacje zmian mogą prowadzić do problemów natury ortopedycznej, trwałych zniekształceń stawów i kręgosłupa.
Leczenie jest zachowawcze i polega na usuwaniu zmian w przewodzie pokarmowym, będących przyczyną krwawienia i przewlekłej utraty krwi przez chorych.
Chorobę opisał jako pierwszy George Gaskoin w 1860. W 1958 William Bennett Bean przedstawił pełniejszy opis choroby i wprowadził używaną do dziś nazwę. Do dziś opisano około 150 przypadków.